# Zottelbienen
Die Zottelbienen (Panurgus) sind eine Gattung der Bienen aus der Familie der Andrenidae. Weltweit gibt es etwa 35 Arten, in Mitteleuropa ist die Gattung mit 3 Arten vertreten.

## Verbreitung
Die Zottelbienen sind vollständig auf die Paläarktis beschränkt, das Verbreitungsgebiet reicht von den Kanarischen Inseln bis nach China und Japan. Besonders artenreich ist die Gattung im westlichen Mittelmeerraum, also Spanien und Nordafrika, vertreten.

## Merkmale
Mit 5 bis 14 mm sind Zottelbienen klein bis mittelgroß. Die meisten Arten (Untergattung Panurgus s.str.) sind fast komplett schwarz, einige Arten tragen gelbe Zeichnungen an Kopf und Beinen, teilweise auch gelbe Hinterleibsbinden. Im Vorderflügel haben sie zwei, etwa gleich große Cubitalzellen und eine am Ende abgestutzte Radialzelle. Die Behaarung ist relativ spärlich, das Männchen hat allerdings eine dichte, lange, schwarze Gesichtsbehaarung. Die Körperoberfläche weitgehend kahl und stark glänzend. Der Hinterleib hat einen typischen, leicht rautenförmigen Umriss. Zottelbienen sind Beinsammler, ein besonderes Merkmal von Panurgus s. str. ist dabei die Struktur der Sammelhaare an den Hinterbeinen der Weibchen, diese sind fein zickzackförmig gewellt bzw. spiralig gedreht und bilden dadurch eine lange, zottig wirkende Sammelbürste (daher der Name).

## Lebensweise
Zottelbienen bilden pro Jahr eine Generation; erwachsene Tiere sind vor allem im Hochsommer zu finden. Sie sind auf Korbblütler als Pollenquelle angewiesen, besonders häufig sind sie in gelbblühenden Blütenköpfchen, etwa von Habichtskraut oder Bitterkraut zu finden. Die Nester werden in sandigem Boden oder Löß angelegt, oft in größeren Ansammlungen, typischerweise auf Böschungen, unbefestigten Wegen, in Sand- und Lehmgruben oder an Waldrändern. Die häufigste einheimische Art, Panurgus calcaratus, gehört zu den kommunalen Arten, das heißt mehrere Weibchen bewohnen ein gemeinschaftliches Nest, jedes versorgt aber nur die eigenen Larven. Oft werden die gleichen Nester über mehrere Generationen genutzt. Zottelbienen überwintern in ihren Nestern als Ruhelarven. Als Kuckucksbienen sind nur Wespenbienen bekannt.

## Mitteleuropäische Arten
In Mitteleuropa sind drei Arten bekannt:
- Panurgus calcaratus ist die häufigste einheimische Art, vor allem im Flachland weit verbreitet.
- Panurgus dentipes ist im Gegensatz zu P. calcaratus auf wärmere Gebiete angewiesen und in Deutschland weitgehend auf den Rheingraben beschränkt.
- Panurgus banksianus ist größer als die beiden anderen Arten und vor allem in höheren Mittelgebirgslagen zu finden.

## Systematik
Die nächsten Verwandten der Zottelbienen sind die Scheinlappenbienen (Panurginus), möglicherweise sind sie paraphyletisch mit den Scheinlappenbienen als Außengruppe. Eine weitere nahe verwandte Gattung Mitteleuropas sind die Buntbienen (Camptopoeum). Wichtigste Unterscheidungsmerkmale der Gattungen liegen im Bau der letzten Hinterleibs-Sternite der Männchen.
Von der Nominat-Untergattung werden die beiden Untergattungen Flavipanurgus und Simpanurgus unterschieden, die mit wenigen Arten auf die iberische Halbinsel beschränkt sind und sich durch gelbe Zeichnungen auf Kopf und Hinterleib von den Arten der Untergattung Panurgus s.str. unterscheiden.